# Italia (nave ospedale)
L'Italia è stata una nave ospedale della Regia Marina ed un piroscafo passeggeri italiano.

## Storia

LItalia con i colori della compagnia La Veloce

Costruito nel 1905 nei cantieri Odero di Genova per la compagnia La Veloce Navigazione Italiana a Vapore (con sede a Genova), l'Italia era in origine un piroscafo passeggeri da 5338 (o 5018) tonnellate di stazza lorda. Dotato di due alberi, il piroscafo era stato originariamente progettato per avere una velatura con funzioni ausiliarie. La Veloce impiegò inizialmente la nave (che aveva due unità quasi gemelle, l'Argentina ed il Brasile) nel trasporto di passeggeri e merci sulle tratte per l'America settentrionale, trasferendolo successivamente su quelle per l'America centrale e meridionale.
Nel 1912 il piroscafo fu trasferito alla Navigazione Generale Italiana (NGI, avente sede a Genova), la principale compagnia di navigazione italiana dell'epoca, che controllava da diversi anni La Veloce.

Nel corso dello stesso 1912 la NGI, insieme ad altre tre importanti compagnie di navigazione italiane (La Veloce, Lloyd Italiano ed Italia Società di Navigazione a Vapore), stipulò un accordo con il governo del Brasile e con quello dello Stato brasiliano di San Paolo per formare una linea diretta (Genova-Santos) che unisse l'Italia al Brasile trasportando emigranti: le compagnie di navigazione avrebbero ricevuto più di 100.000 lire per ogni viaggio. L'Italia fu uno dei piroscafi messi a disposizione per tale linea. La legge italiana, tuttavia, vietata di accordarsi con governi esteri per favorire l'emigrazione dall'Italia (gli emigranti italiani nello Stato di San Paolo erano impiegati nelle fazendas in condizioni di miseria e sfruttamento), pertanto il Commissariato per l'Emigrazione intervenne, denunciò il patto con le autorità brasiliane, multò le quattro compagnie di navigazione (che furono escluse dal servizio sulla linea diretta per il Brasile) e diede vita ad uno scandalo nazionale.

Il piroscafo prima dei lavori di trasformazione in nave ospedale.

Nel 1913 l'Italia fu trasferito alla Italia Società di Navigazione a Vapore, un'altra società controllata dalla NGI.
Nel 1915, qualche tempo dopo l'ingresso dell'Italia nella prima guerra mondiale, l'Italia fu requisito dalla Regia Marina e trasformato in nave ospedale, con una capienza di 620 posti letto. Le navi ospedale italiane erano impiegate principalmente nel trasporto di feriti e malati tra le truppe italiane dal Norditalia (provenienti dal fronte dell'Isonzo e delle Alpi) negli ospedali d'appoggio situati in Sicilia e Sardegna, nel supporto sanitario ai contingenti del Regio Esercito dislocati in Libia ed in Albania e nel trasporto di feriti e malati britannici dai Dardanelli (ed in seguito da Salonicco) a Malta ed in Inghilterra, solitamente a Southampton (nel corso di tali missioni le navi ospedale imbarcavano anche personale sanitario, sia maschile che femminile – queste ultime erano chiamate «sisters» –). Proprio per le aumentate necessità delle truppe britanniche la Regia Marina aveva deciso di incrementare il proprio iniziale nucleo di tre navi ospedale (l'Albaro, in servizio dalla guerra italo-turca, e le gemelle Re d’Italia e Regina d’Italia, requisite subito dopo l'entrata in guerra) con la requisizione, più avanti nel corso dello stesso 1915, dell'Italia e del similare Brasile, anch'esso appartenente alla NGI.

LItalia impiegato come nave ospedale durante la prima guerra mondiale.

Agli inizi del 1916 le navi ospedale, insieme a numerosi trasporti, presero parte alla vasta operazione per il salvataggio dell'esercito serbo in ritirata, che venne imbarcato nei porti dell'Albania e trasportato in Italia.
L'Italia fu una delle poche navi ospedale italiane a rimanere in servizio per tutto il conflitto, venendo derequisita e restituita alla NGI (che dal 1917 l'aveva trasferita alla Transoceanica Società Italiana di Navigazione, nella quale era confluita la Italia Società di Navigazione Vapore) nel 1919. Con 80 missioni effettuate e 48.426 infermi trasportati, l'unità fu la seconda nave ospedale italiana del conflitto per missioni svolte (la prima fu l'Albaro, con 90 missioni) e la prima per numero complessivo di degenti trasportati.
Nel 1923 il piroscafo fu venduto alla Società Italiana di Servizi Marittimi (SITMAR, con sede a Napoli), che lo impiegò sulle rotte mediterranee verso l'Africa settentrionale. Nel 1931-1932 l'Italia passò alla Società anonima di Navigazione Lloyd Triestino, avente sede a Trieste, che lo iscrisse, con matricola 319, al Compartimento marittimo di Trieste.
Nel corso del suo servizio come nave passeggeri il piroscafo svolse anche numerosi viaggi in Mar Rosso, trasportando pellegrini musulmani diretti a La Mecca.

Nel 1936 l'Italia venne utilizzato come trasporto truppe, compiendo vari viaggi in Africa Orientale durante la guerra d'Etiopia.

Un'altra immagine della nave nei primi anni di servizio, con la livrea di La Veloce.

Il 18 agosto 1940, poco più di due mesi dopo l'ingresso dell'Italia nella seconda guerra mondiale, il piroscafo fu requisito a Trieste dalla Regia Marina, che lo derequisì l'8 ottobre 1940 per poi requisirlo nuovamente, sempre a Trieste, dal 15 ottobre 1940 al 10 novembre 1941, dopo di che la nave fu requisita dal Ministero delle comunicazioni. L'Italia fu utilizzato come trasporto truppe, sia, in prevalenza, sulle rotte per l'Albania che su quelle della Libia, effettuando numerosi viaggi senza subire alcun danno.
Il 29 dicembre 1940 l'Italia lasciò Valona alla volta di Brindisi, in convoglio con i grossi trasporti truppe Piemonte e Sardegna e con la scorta della torpediniera Antares. Alle 10.55 del mattino del giorno stesso il convoglio venne attaccato 11 miglia a levante di Saseno dal sommergibile greco Proteus, che silurò il Sardegna: mentre il piroscafo colpito si appruava e si piegava sul fianco sinistro, per poi inabissarsi in posizione 40°31' N e 19°02' E, l’Antares passò immediatamente al contrattacco: dapprima gettando undici bombe di profondità e costringendo il sommergibile ad emergere, poi, mentre il Proteus affiorava, speronandolo ed affondandolo con l'intero equipaggio, una quarantina di miglia ad est di Brindisi. Dopo aver tratto in salvo i superstiti del Sardegna, il convoglio proseguì per Brindisi.
Il 30 luglio 1941 il piroscafo, insieme ad un altro trasporto truppe, l'Aventino, compì un viaggio trasportando truppe da Brindisi a Patrasso con la scorta della vecchia torpediniera Giacomo Medici e dell'incrociatore ausiliario Attilio Deffenu.
Il 7 settembre 1941 la nave, unitamente ad altri due trasporti truppe (la motonave Città di Trapani ed il piroscafo Quirinale), si trasferì in convoglio da Durazzo a Bari, con la scorta del Deffenu e della torpediniera Antares. Tre giorni più tardi, il 10 settembre, il piroscafo, insieme al Quirinale e con la scorta di Antares e Deffenu, compì un nuovo viaggio da Bari a Durazzo con truppe a bordo.

All'una di pomeriggio del 28 marzo 1942 l'Italia lasciò Patrasso alla volta di Bari, in convoglio con i trasporti truppe Piemonte, Francesco Crispi, Aventino, Viminale e Galilea e con la scorta dell'incrociatore ausiliario Città di Napoli e delle anziane torpediniere Bassini, Mosto e Castelfidardo. Poco dopo il traverso di San Nicolò d'Itaca, in condizioni di mare calmo, senza vento, e cielo coperto (tempo però destinato a peggiorare in tarda serata), si aggregarono alla scorta il cacciatorpediniere Sebenico ed alcuni dragamine (secondo altra fonte il Sebenico ed anche una quarta torpediniera, la San Martino, partirono a Patrasso insieme al resto del convoglio, che era inizialmente composto dai soli trasporti Crispi, Galilea e Viminale, cui si aggiunsero, fuori Patrasso, i piroscafi Piemonte, Ardenza ed Italia), mentre un ricognitore sorvolava l'area, permanendo nei pressi sino al tramonto. Alle 18.30 venne oltrepassato Capo Dukato (Isole Ionie) mentre il tempo peggiorava rapidamente, ed alle 19.12 il convoglio si dispose su due file (con Galilea e Viminale in testa rispettivamente a sinistra ed a dritta, distanziate di circa 600 metri) fiancheggiate dalle torpediniere, mentre il Città di Napoli si portò in testa, procedendo a zig zag. Nella tarda serata il convoglio venne avvistato dal sommergibile britannico Proteus, che, tra le 22.45 e le 22.50, silurò il Galilea: l'unica nave lasciata ad assistere la nave colpita fu la Mosto, mentre il resto del convoglio proseguì alla volta di Bari, giungendovi l'indomani. Dopo cinque ore di agonia, tra le 3.40 e le 3.50 del 29 marzo, il Galilea s'inabissò in posizione 39°03' N e 20°06' E: nel disastro scomparvero 995 uomini, a fronte di 319 sopravvissuti. La scorta ritenne, a torto, di aver danneggiato un sommergibile.

LItalia, utilizzato come trasporto truppe, in navigazione sulla rotta Brindisi-Durazzo.

Il 16 luglio 1943 la nave, insieme al trasporto truppe Argentina, era in navigazione da Patrasso a Valona sotto la scorta del cacciatorpediniere Lubiana e delle torpediniere Lince e Pilo quando il convoglio venne attaccato da un sommergibile sconosciuto, circa dodici miglia ad ovest di Capo Dukato: sia l'Italia che l'Argentina furono tuttavia mancati.
Il 10 settembre 1943, due giorni dopo la proclamazione dell'armistizio, l'Italia fu catturato dalle truppe tedesche a Durazzo, in seguito all'occupazione della città albanese.
Alcune settimane dopo i comandi tedeschi decisero di utilizzare l'Italia e le altre navi italiane catturate a Durazzo per trasportare a Trieste i reparti della Divisione «Brennero», i cui comandanti si erano accordati con i comandi tedeschi per il disarmo e trasferimento della Divisione in Italia. Le operazioni d'imbarco si svolsero a Durazzo il 25 settembre. Tali operazioni terminarono su tutte le navi (nel trasferimento vennero coinvolte le vecchie torpediniere Pilo e Missori e cinque mercantili, tra cui, oltre all'Italia, l'incrociatore ausiliario Arborea, il trasporto truppe Argentina e probabilmente anche i piroscafi Marco e Brumer) alle sei di sera del giorno stesso (l'ultimo reparto ad essere imbarcato fu il 558º Gruppo Semovente, i cui 400-500 uomini, che inizialmente si pensava di lasciare a terra per mancanza di posto, vennero infine distribuiti a bordo delle navi in procinto di partire), ed un'ora dopo le sette navi lasciarono il porto albanese alla volta di Trieste. Tutte le navi – l'Arborea, carico di truppe della «Brennero» ma con funzione anche di nave scorta, procedeva in testa, mentre le torpediniere erano ai lati del convoglio, la Pilo verso il mare e la Missori verso terra – erano condotte dai loro equipaggi italiani, disarmati e sorvegliati da picchetti della Wehrmacht o da reparti della Milizia Volontaria per la Sicurezza Nazionale unitisi alle truppe tedesche. Alle 23.45 dello stesso 25 settembre, durante la navigazione, l'equipaggio e gli uomini della «Brennero» imbarcati sulla Pilo assalirono il picchetto tedesco e, dopo averlo sopraffatto (il sottufficiale comandante venne ucciso, tre uomini furono gettati in mare e quattro catturati), riassunsero il controllo della nave, conducendola a Brindisi il 27 settembre. Non vi furono altri tentativi in tale senso, così che il convoglio, dopo aver sostato brevemente a Trieste, proseguì alla volta di Venezia, dove arrivò il 29 settembre, sbarcando gli uomini della «Brennero» allo scalo ferroviario della città.
L'Italia rimase poi sotto il controllo delle forze tedesche. Il 6 luglio 1944 il piroscafo, attaccato da aerei, fu colpito da alcune bombe, inabissandosi nel golfo di Arsia, in Istria. Secondo altre fonti, il 6 luglio 1944 l'Italia fu affondato da aerei alleati, ma a Trieste, dove nel 1950 venne recuperato e demolito.